# モックプランニング
有限会社モックプランニング（英: MOC Planning Co., Ltd.）は、宮城県仙台市青葉区にある芸能事務所・モデルエージェンシー。仙台市を中心に岩手県や山形県にもタレントやモデルの派遣を行なっており、2015年8月現在、380名あまりが所属している。

## 主な派遣先

### テレビ番組
- 「OH!バンデス」：宮城県の夕方ワイド番組で、MOC所属者を含む多くのローカルタレントが出演している。

### 雑誌
- 「COLOR」：仙台のファッション誌。表紙モデルとして派遣していた。2015年現在休刊中。
- 「ZERO★23」：山形県の月刊のタウン情報誌。表紙モデルとして派遣。
  - その他、タウン情報誌、東北じゃらんなど、東北地方の各雑誌や広告。
- 全国発売されている「Cawaii!」、「Ray」などのファッション雑誌に、読者モデルを派遣している。

### 映画
- 「海街diary」、「リトル・フォレスト」、「大念時山えんじぇるす」、「アヒルと鴨のコインロッカー」「重力ピエロ」、など

### ファッションショー
- 宮城県内で行われるファッションショーの多くにMOC所属のファッションモデルが出演している。
  - 仙台コレクション、東北ドリームコレクション、など

## 主な所属タレント・モデル
タレント・パーソナリティー（※ファッションモデルとして所属している者も含む）
- 永峯良（ミヤギテレビ「OH!バンデス」（解決!リョウ様）コーナーなど）
- はすみ奈緒（ミヤギテレビ「OH!バンデス」バンデス記者など）
- 丹野裕美（ミヤギテレビ「OH!バンデス」バンデス記者など）
- 早坂明子（ミヤギテレビ「COLOR TV」「OH!バンデス」など）
- 松本有美（ミヤギテレビ「OH!バンデス」バンデス記者、仙台放送「ヨジテレビ!」など）
- 松田泰成（ミヤギテレビ「OH!バンデス」（サキドリ!CHECK 新店堂など）
- 小山幸恵（東日本放送「きらきら☆チェキラ」など）
- 菅原美話（ミヤギテレビ「炎のとれたて!キッチン」など）※元AKB48、タレント岩田華怜の実母。
- 種崎まりえ（東日本放送「裏のオク」など）
- 土井原菜央（東日本放送「CHALLENGE 燃えよ!EAGLES」2006年4月 - 2015年3月 など）
- 内藤淑美（東日本放送「裏のオク」など）
- 渡邊裕子（CAT-V「ボンボンTV」、ミヤギテレビ「OH!バンデス」バンデス記者など）
- 落合美紅（ミヤギテレビ「OH!バンデス」）
- 斎藤絵里奈（仙台放送「あらあらかしこ」）
- 番ことみ（仙台放送「あらあらかしこ」）
- 野村沙綾（ミヤギテレビ「OH!バンデス」バンデス記者）
- 遠山みのり（ミヤギテレビ「OH!バンデス」バンデス記者、WAZA-MEN レポーター）
- ノウィキ茉莉（仙台放送「あらあらかしこ」）
- 松井実那子（Date fm「STEPPIN'」「STEPPIN' TOHOKU」「D's style emotion」「hayasaka cycle “SPICE OF LIFE”」など）[1]
- 谷村栞理（岩手めんこいテレビ・青森放送「旅する気分」）
- 渡邉冴子（ミヤギテレビ「ミヤテレスタジアム」）
- 渡辺花（仙台放送「あらあらかしこ」）
- 鈴木佳奈（仙台放送「あらあらかしこ」あらかしブログ）
- 森麻衣子（仙台放送「仙臺いろは」)

ファッションモデル
- 片見祐子（仙台コレクション2008・2009・2011・2012[2][3][4][5]、東北ドリームコレクション2013[6]、東北コレクション2012[7]）
- 種崎まりえ（仙台コレクション2008 - 2014[2][3][8][4][5][9][10]、東北ドリームコレクション2013[6]）
- 土井原菜央（仙台コレクション2008 - 2014[2][3][8][4][5][9][10]、東北コレクション2012[7]）
- 佐久田瑠美（仙台コレクション2008 - 2014[2][3][8][4][5][9][10]、東北ドリームコレクション2013[6]）
- 山尾真耶（仙台コレクション2008 - 2012・2014）[2][3][8][4][5][10]
- 遠山みのり（仙台コレクション2008）[2]
- 大槻沙紀（仙台コレクション2008・2010）[2][8]
- 内藤淑美（仙台コレクション2008）[2]
- 村岡亜希（仙台コレクション2008）[2]
- 佐々木麻美（仙台コレクション2009 - 2014[3][8][4][5][9][10]、東北ドリームコレクション2013[6]）
- 野中翔（仙台コレクション2009 - 2014[3][8][4][5][9][10]、東北コレクション2012[7]）
- 佐藤陽子（仙台コレクション2010[8]、東北コレクション2012[7]）
- 今野紗都（仙台コレクション2010 - 2012[8][4][5]、東北コレクション2012[7]、札幌コレクション2013[11]）
- 舟見祐奈（仙台コレクション2010）[8]
- 及川綾乃（仙台コレクション2010）[8]
- 村山美月（仙台コレクション2011）[4][4]
- 落合美紅（東北コレクション2012[7]、札幌コレクション2013[11]）
- ノウィキ茉莉（仙台コレクション2013[9]、東北ドリームコレクション2013[6]）
- 佐川愛果（仙台コレクション2013[9]、東北ドリームコレクション2013[6]）
- 半澤智穂（仙台コレクション2013）[9]
- 斎藤絵里奈（東北ドリームコレクション2013）[6]
- 奥山かずさ（仙台コレクション2014）[10]
- 遠藤萌（仙台コレクション2014）[10]
- 梅津晶（仙台コレクション2009 - 2012・2014）[3][12][4][5][10]
- 須藤龍也（仙台コレクション2012）[5]
- クレビス（仙台コレクション2013）[9]
- 渡邉祐奈（仙台コレクション2010・2011）[13][4]
- 武田真由子（仙台コレクション2013）[9]
- 松田伽那汰（仙台コレクション2011）[4]
- 飯塚黎（仙台コレクション2011）[4]
- 角田晴（仙台コレクション2013）[9]

レースクイーン（※ファッションモデルとして所属している者も含む）
- 土井原菜央（2005年度・2006年度スーパー耐久、仙台ハイランド）
- 遠山みのり（2006年度、スポーツランドSUGO）[14]
- 野中翔（2007年度、スポーツランドSUGO）[15]
- 種崎まりえ（2007年度、スポーツランドSUGO）[15]
- 佐久田瑠美（2007年度、スポーツランドSUGO）[15]
- 曽根佳奈子（2007年度ケーヒン・コハラ・レーシングチーム）[16]
- 片見祐子（2008年度、スポーツランドSUGO）[17]
- 星亜祐美（2008年度、スポーツランドSUGO）[17]
- 内藤淑美（2008・2009年度、スポーツランドSUGO）[17][18]
- 福田樹（2009年度ケーヒン・コハラ・レーシングチーム）
- 佐藤陽子（2009・2010年度、スポーツランドSUGO）[18] - 2013ミス・ユニバース・ジャパン宮城県代表
- 村山美月（2014年度、スポーツランドSUGO）[19]
- 山口令奈（2013・2014年度、スポーツランドSUGO）[20][19]
- 遠藤萌（2015年度、スポーツランドSUGO）[21]
- 奥山かずさ（2015年度、スポーツランドSUGO）[21]
- 半澤智穂（2014・2015年度、スポーツランドSUGO）[19][21]
- 佐々木麻美（2015 ヤマハレーシングレディ）[22]

その他
- 高橋千恵美（陸上競技選手・マラソンランナー）
- 小笠原実咲（ピアニスト）
- 髙橋啓

## かつて所属していた主なタレント・モデル
- 芦野由憂（2007年度、スポーツランドSUGOレースクイーン）
- 下田中千秋（仙台コレクション2010）[8]
- 神山恵里佳（仙台コレクション2010）[8]
- 木舩香織：第5期「ワンダフルガールズ」。現在はベリーベリープロダクション所属。
- 葛岡碧：現在はインセントグループの芸能事務所イリューム（ILLUME）に所属。
- 櫻田彩子：現在はノースプロダクション所属。
- 岩田華怜：菅原美話の娘。かれん名義で活動。AKB48加入によりAKSを経てホリプロに所属し、2023年7月以降はフリー。
- 中村かおり（仙台放送「情報ライブMovin'」リポーターなど）
- 佐々木敦夫（岩手めんこいテレビ「あなろぐ an@log」など）
- 武石裕子（Date FM「Date Netz JOINUS SQUARE」など）
- 山下大輝（東北放送「ふしぎのトビラ」など）
- 山田基行（仙台放送「ヨジテレビ!」など）
- 森谷美雲（仙台放送「あらあらかしこ」）現在はテレビ金沢のアナウンサー。

## その他
- MOCは、フランス語の "Modèles Originaux et leurs Créateurs" （モデル・ゾリジノー・エ・ルール・クレアトゥール ＝ 英語：Original Models and their Creators）の略である[要出典]。
- プレスアートが発行していた仙台のファッション誌「COLOR」（2009年休刊）の専属モデルオーディションに協賛しており、MOC賞を設けていた。受賞者はMOCプランニングに所属することができた[要出典]。